# Ludo van Eck
Ludo van Eck (of Vaneck), geboren als Ludo Johannes Maria Van Eeckhout (1922 – 1991) was een Belgisch auteur en ex-Dachau-gevangene.

## Levensloop
Van Eck werd in maart 1944 door de Duitsers thuis, in Mol, gearresteerd vanwege zijn deelname aan het gewapend verzet en zijn hulp aan neergeschoten Britse, Canadese en Amerikaanse piloten. Hij kwam samen met enkele vrienden in Dachau terecht en zijn verloofde Mijette Dumalin in Ravensbrück. Na heel wat vernederingen, folteringen, honger en ziekte, was hij meer dan eens de totale uitputting nabij en zag hij de dood in de ogen. Dankzij hulp van vrienden, veel geluk en zijn vechtlust om te overleven geraakte hij er telkens weer bovenop. 
Na de oorlog ontving hij de hoogste Amerikaanse onderscheiding, de Medal of Freedom, met een getuigschrift van generaal Eisenhower. Hij kreeg tevens een onderscheiding van de Britse Airchief Marshall Tedder. Zijn wilskracht en drang om te vertellen welke vreselijke misdaden het naziregime pleegde, hebben hem ertoe aangezet om na de oorlog over de kampen te schrijven en te publiceren. 
Hij bezocht alle concentratiekampen na de oorlog opnieuw en schreef daarover zijn levenswerk 'Het boek der kampen' (eerste uitgave 1969), dat 11 drukken kende en ook een Franse uitgave. Het werk wordt algemeen beschouwd als een standaardwerk over de concentratiekampen. Zoon Sis van Eeckhout, die samen met zijn vader alle kampen in Europa heeft bezocht, herwerkte het boek, dat met heel wat nieuwe (kleur)foto's in 2015 werd heruitgegeven. Ludo Van Eck schreef over heel wat van die kampen ook een afzonderlijk boek in de vorm van roman. Hij heeft in totaal veertien concentratiekampromans geschreven, waarvan enkele in het Russisch en het Bulgaars werden vertaald.
Onder diverse pseudoniemen schreef Van Eck in de jaren 60 ook populaire porno. Zijn Jo Durand-reeks rond een playboy gemodelleerd op James Bond, verkocht aan het eind van het decennium wekelijks een half miljoen exemplaren  in Vlaanderen en Nederland. Nog pikanter is misschien dat hij ook clandestiene naziporno schreef onder namen als Inge Liebkraft.

## Boeken (selectie)
- Karl Schröder: oorlogsmisdadiger (1962)
- Vrouwenbarak (1962)
- De getekenden (1964), een rauw en realistisch verhaal over de ontsnapping van vier Polen uit Auschwitz
- Vrouwen van Ravensbrück (1968)
- Zo was het in Auschwitz (1970)
- Zo was het in Dachau (1970)
- De zwarte weg (1973)
- Het boek der kampen (1979)
- Zo was het in Mauthausen (1985)
- Met hun eigen ogen (1990): gesprekken met Sowjet-burgers die als kind de oorlog beleefden in Wit-Rusland, Leningrad, Stalingrad
- Het einde van Dachau (?)

- CiNii: DA17526930
- Digitale Bibliotheek voor de Nederlandse Letteren: eck_037
- Gemeinsame Normdatei: 1096356430
- International Standard Name Identifier: 0000 0001 2024 7295
- Library of Congress Control Number: n80047438
- Nationale Bibliotheek van Tsjechië: xx0120232
- Nationale Bibliotheek van Israël: 987007393232105171
- Nederlandse Thesaurus van Auteursnamen: 069146527
- Système universitaire de documentation: 154989673
- Virtual International Authority File: 42965279
- WorldCat: E39PBJbRkWqwbvFqk4gDY8QKBP